# رجویا کویتی کارتنگرا
رجویا کویتی کارتنگرا (به لاتین: Kutai Kartanegara Regency) یک منطقهٔ مسکونی در اندونزی است که در کالیمانتان شرقی واقع شده‌است. رجویا کویتی کارتنگرا ۲۷٬۲۶۳٫۱۰ کیلومتر مربع مساحت و ۶۲۶٬۲۸۶ نفر جمعیت دارد.